# Premiership Rugby 2012-2013
Premiership Rugby 2012-13 fu il 26º campionato nazionale inglese di rugby a 15 di prima divisione.
Si tenne dal 1º settembre 2012 al 25 maggio 2013 tra 12 squadre, che si incontrarono nella stagione regolare a girone unico che designò le quattro contendenti ai play-off per il titolo finale.
Il torneo fu noto anche come Aviva Premiership a seguito di accordo di naming stipulato a luglio 2010 con la compagnia britannica d'assicurazioni Aviva.
Per la nona – e ultima – volta consecutiva una delle due finaliste fu Leicester che, dopo avere eliminato in semifinale i campioni uscenti degli Harlequins, incontrò Northampton nella gara decisiva per il titolo: Leicester si impose 37-17 complice anche l'indisciplina di Dylan Hartley, capitano di Northampton, che a metà gara si fece espellere per insulti al direttore di gara Wayne Barnes, lasciando la squadra in 14.
A retrocedere fu il London Welsh, al suo primo anno di Premiership e penalizzato di 10 punti (di cui 5 sospesi con la condizionale) per via di un illecito di un suo ex dirigente che falsificò una certificazione grazie alla quale un giocatore neozelandese fu spacciato per inglese e quindi schierato per dieci incontri in quota giocatori nazionali prima che la federazione aprisse un'indagine al riguardo.
Il valore delle marcature, come stabilito dall’IRFB nel 1992, era: 5 punti per ciascuna meta (7 se trasformata), 3 punti per la realizzazione di ciascun calcio piazzato, idem per il drop.

## Squadre partecipanti
- Bath
- Exeter
- Gloucester
- Harlequins (Londra)
- Leicester
- London Irish (Londra)
- London Wasps (Londra)
- London Welsh (Londra)
- Northampton
- Sale Sharks (Sale)
- Saracens (Londra)
- Worcester

## Stagione regolare

### Risultati
|            | 1ª giornata                 |       |
| ---------- | --------------------------- | ----- |
| 1-9-2012   | Wasps – Harlequins          | 40-42 |
| 1-9-2012   | Exeter – Sale Sharks        | 43-6  |
| 1-9-2012   | Gloucester – Northampton    | 19-24 |
| 1-9-2012   | Worcester – Bath            | 23-24 |
| 1-9-2012   | Saracens – London Irish     | 40-3  |
| 2-9-2012   | London Welsh – Leicester    | 13-38 |
|            |                             |       |
|            | 4ª giornata                 |       |
| 21-9-2012  | Sale Sharks – London Welsh  | 19-29 |
| 22-9-2012  | London Irish – Bath         | 29-22 |
| 22-9-2012  | Northampton – Worcester     | 37-31 |
| 22-9-2012  | Gloucester – Wasps          | 29-22 |
| 22-9-2012  | Leicester – Harlequins      | 9-22  |
| 23-9-2012  | Exeter – Saracens           | 14-12 |
|            |                             |       |
|            | 7ª giornata                 |       |
| 26-10-2012 | Worcester – Sale Sharks     | 23-16 |
| 27-10-2012 | Bath – Exeter               | 23-15 |
| 27-10-2012 | Northampton – Saracens      | 6-16  |
| 27-10-2012 | Gloucester – Leicester      | 27-21 |
| 28-10-2012 | London Irish – Harlequins   | 28-31 |
| 28-10-2012 | Wasps – London Welsh        | 29-19 |
|            |                             |       |
|            | 10ª giornata                |       |
| 30-11-2012 | Harlequins – Worcester      | 22-19 |
| 30-11-2012 | Sale Sharks – Northampton   | 16-27 |
| 1-12-2012  | Exeter – Wasps              | 30-23 |
| 1-12-2012  | Leicester – Bath            | 17-12 |
| 1-12-2012  | London Welsh – London Irish | 15-9  |
| 2-12-2012  | Saracens – Gloucester       | 28-23 |
|            |                             |       |
|            | 13ª giornata                |       |
| 4-1-2013   | Worcester – Leicester       | 14-19 |
| 5-1-2013   | Gloucester – London Irish   | 12-18 |
| 5-1-2013   | Exeter – Northampton        | 19-30 |
| 6-1-2013   | Wasps – Bath                | 29-15 |
| 6-1-2013   | London Welsh – Harlequins   | 26-31 |
| 6-1-2013   | Saracens – Sale Sharks      | 32-12 |
|            |                             |       |
|            | 16ª giornata                |       |
| 22-2-2013  | Sale Sharks – Harlequins    | 21-30 |
| 23-2-2013  | Exeter – London Welsh       | 47-16 |
| 23-2-2013  | Gloucester – Worcester      | 29-23 |
| 23-2-2013  | Leicester – Saracens        | 27-32 |
| 23-2-2013  | Northampton – Bath          | 25-23 |
| 24-2-2013  | London Irish – Wasps        | 30-19 |
|            |                             |       |
|            | 19ª giornata                |       |
| 30-3-2013  | Bath – London Welsh         | 40-25 |
| 30-3-2013  | Gloucester – Harlequins     | 17-15 |
| 30-3-2013  | London Irish – Sale Sharks  | 33-33 |
| 30-3-2013  | Northampton – Leicester     | 8-36  |
| 30-3-2013  | Worcester – Exeter          | 18-24 |
| 31-3-2013  | Wasps – Saracens            | 13-22 |
|            |                             |       |
|            | 22ª giornata                |       |
| 4-5-2013   | Exeter – Gloucester         | 40-39 |
| 4-5-2013   | Harlequins – Northampton    | 22-19 |
| 4-5-2013   | Leicester – London Irish    | 32-20 |
| 4-5-2013   | London Welsh – Worcester    | 33-22 |
| 4-5-2013   | Sale Sharks – Wasps         | 21-20 |
| 4-5-2013   | Saracens – Bath             | 23-14 |

|            | 2ª giornata                |       |
| ---------- | -------------------------- | ----- |
| 7-9-2012   | Harlequins – London Welsh  | 40-3  |
| 8-9-2012   | Bath – Wasps               | 30-23 |
| 8-9-2012   | Leicester – Worcester      | 34-26 |
| 8-9-2012   | London Irish – Gloucester  | 31-40 |
| 8-9-2012   | Sale Sharks – Saracens     | 16-23 |
| 9-9-2012   | Northampton – Exeter       | 24-21 |
|            |                            |       |
|            | 5ª giornata                |       |
| 28-9-2012  | Northampton – Wasps        | 24-6  |
| 28-9-2012  | Worcester – London Irish   | 35-11 |
| 29-9-2012  | Bath – Sale Sharks         | 31-10 |
| 29-9-2012  | Leicester – Exeter         | 30-8  |
| 30-9-2012  | Harlequins – Saracens      | 16-18 |
| 30-9-2012  | London Welsh – Gloucester  | 25-31 |
|            |                            |       |
|            | 8ª giornata                |       |
| 2-11-2012  | Sale Sharks – London Irish | 21-9  |
| 3-11-2012  | Leicester – Northampton    | 16-12 |
| 3-11-2012  | Exeter – Worcester         | 33-9  |
| 3-11-2012  | Harlequins – Gloucester    | 28-25 |
| 4-11-2012  | Saracens – Wasps           | 29-24 |
| 4-11-2012  | London Welsh – Bath        | 16-9  |
|            |                            |       |
|            | 11ª giornata               |       |
| 21-12-2012 | Worcester – London Welsh   | 13-6  |
| 22-12-2012 | Bath – Saracens            | 0-22  |
| 22-12-2012 | Gloucester – Exeter        | 18-16 |
| 22-12-2012 | London Irish – Leicester   | 9-31  |
| 22-12-2012 | Northampton – Harlequins   | 9-18  |
| 23-12-2012 | Wasps – Sale Sharks        | 25-18 |
|            |                            |       |
|            | 14ª giornata               |       |
| 8-2-2013   | Sale Sharks – Exeter       | 21-16 |
| 9-2-2013   | Bath – Worcester           | 32-9  |
| 9-2-2013   | Harlequins – Wasps         | 16-17 |
| 9-2-2013   | Leicester – London Welsh   | 28-12 |
| 9-2-2013   | London Irish – Saracens    | 29-16 |
| 9-2-2013   | Northampton – Gloucester   | 11-27 |
|            |                            |       |
|            | 17ª giornata               |       |
| 1-3-2013   | Worcester – Wasps          | 29-23 |
| 2-3-2013   | Bath – Gloucester          | 31-25 |
| 2-3-2013   | Harlequins – Exeter        | 16-27 |
| 2-3-2013   | Leicester – Sale Sharks    | 48-10 |
| 2-3-2013   | Northampton – London Irish | 40-14 |
| 3-3-2013   | Saracens – London Welsh    | 35-14 |
|            |                            |       |
|            | 20ª giornata               |       |
| 12-4-2013  | Sale Sharks – Gloucester   | 32-9  |
| 13-4-2013  | Exeter – London Irish      | 27-6  |
| 13-4-2013  | Harlequins – Bath          | 23-9  |
| 13-4-2013  | Leicester – Wasps          | 35-16 |
| 13-4-2013  | London Welsh – Northampton | 14-31 |
| 14-4-2013  | Saracens – Worcester       | 47-17 |

|            | 3ª giornata                 |       |
| ---------- | --------------------------- | ----- |
| 14-9-2012  | Bath – Northampton          | 14-18 |
| 15-9-2012  | Worcester – Gloucester      | 16-16 |
| 15-9-2012  | Harlequins – Sale Sharks    | 37-14 |
| 15-9-2012  | Wasps – London Irish        | 43-14 |
| 15-9-2012  | Saracens – Leicester        | 9-9   |
| 16-9-2012  | London Welsh – Exeter       | 25-24 |
|            |                             |       |
|            | 6ª giornata                 |       |
| 5-10-2012  | Sale Sharks – Leicester     | 8-20  |
| 6-10-2012  | Gloucester – Bath           | 16-10 |
| 6-10-2012  | Exeter – Harlequins         | 42-30 |
| 6-10-2012  | London Irish – Northampton  | 39-17 |
| 7-10-2012  | London Welsh – Saracens     | 23-28 |
| 7-10-2012  | Wasps – Worcester           | 10-6  |
|            |                             |       |
|            | 9ª giornata                 |       |
| 23-11-2012 | Worcester – Saracens        | 12-3  |
| 23-11-2012 | Bath – Harlequins           | 21-18 |
| 24-11-2012 | Northampton – London Welsh  | 23-16 |
| 24-11-2012 | Gloucester – Sale Sharks    | 29-3  |
| 25-11-2012 | Wasps – Leicester           | 14-12 |
| 25-11-2012 | London Irish – Exeter       | 23-27 |
|            |                             |       |
|            | 12ª giornata                |       |
| 28-12-2012 | Sale Sharks – Worcester     | 33-27 |
| 29-12-2012 | Exeter – Bath               | 12-12 |
| 29-12-2012 | Harlequins – London Irish   | 26-15 |
| 29-12-2012 | Leicester – Gloucester      | 17-12 |
| 29-12-2012 | London Welsh – Wasps        | 15-34 |
| 30-12-2012 | Saracens – Northampton      | 17-16 |
|            |                             |       |
|            | 15ª giornata                |       |
| 16-2-2013  | Bath – London Irish         | 40-16 |
| 16-2-2013  | Harlequins – Leicester      | 25-21 |
| 16-2-2013  | Saracens – Exeter           | 31-11 |
| 16-2-2013  | Worcester – Northampton     | 18-27 |
| 17-2-2013  | Wasps – Gloucester          | 33-29 |
| 17-2-2013  | London Welsh – Sale Sharks  | 25-26 |
|            |                             |       |
|            | 18ª giornata                |       |
| 22-3-2013  | Sale Sharks – Bath          | 14-13 |
| 23-3-2013  | Exeter – Leicester          | 9-12  |
| 23-3-2013  | Gloucester – London Welsh   | 15-14 |
| 23-3-2013  | London Irish – Worcester    | 26-6  |
| 24-3-2013  | Wasps – Northampton         | 24-26 |
| 24-3-2013  | Saracens – Harlequins       | 27-12 |
|            |                             |       |
|            | 21ª giornata                |       |
| 20-4-2013  | Bath – Leicester            | 27-26 |
| 20-4-2013  | Gloucester – Saracens       | 28-23 |
| 20-4-2013  | London Irish – London Welsh | 47-28 |
| 20-4-2013  | Northampton – Sale Sharks   | 47-7  |
| 20-4-2013  | Worcester – Harlequins      | 26-42 |
| 21-4-2013  | Wasps – Exeter              | 24-37 |

### Classifica
| Pos | Squadra      | G  | V  | N | P  | PF  | PS  | DP   | BMP | Pt |
| --- | ------------ | -- | -- | - | -- | --- | --- | ---- | --- | -- |
| 1   | Saracens     | 22 | 17 | 1 | 4  | 533 | 339 | +194 | 7   | 77 |
| 2   | Leicester    | 22 | 15 | 1 | 6  | 538 | 345 | +193 | 12  | 74 |
| 3   | Harlequins   | 22 | 15 | 0 | 7  | 560 | 453 | +107 | 9   | 69 |
| 4   | Northampton  | 22 | 14 | 0 | 8  | 501 | 433 | +68  | 9   | 65 |
| 5   | Gloucester   | 22 | 12 | 1 | 9  | 515 | 481 | +34  | 10  | 60 |
| 6   | Exeter       | 22 | 12 | 1 | 9  | 542 | 446 | +96  | 9   | 59 |
| 7   | Bath         | 22 | 10 | 1 | 11 | 452 | 434 | +18  | 11  | 53 |
| 8   | London Wasps | 22 | 9  | 0 | 13 | 511 | 528 | −17  | 12  | 48 |
| 9   | London Irish | 22 | 7  | 1 | 14 | 459 | 601 | −142 | 5   | 35 |
| 10  | Sale Sharks  | 22 | 7  | 1 | 14 | 377 | 596 | −219 | 5   | 35 |
| 11  | Worcester    | 22 | 5  | 1 | 16 | 422 | 547 | −125 | 11  | 33 |
| 12  | London Welsh | 22 | 5  | 0 | 17 | 412 | 619 | −207 | 3   | 23 |

## Play-off
|  | Semifinali | Semifinali  | Semifinali |           |             | Finale      | Finale | Finale |  |
|  |            |             |            |           |             |             |        |        |  |
|  | 1          | Saracens    | 13         |           |             |             |        |        |  |
|  | 1          | Saracens    | 13         |           |             |             |        |        |  |
|  | 4          | Northampton | 27         |           |             |             |        |        |  |
|  | 4          | Northampton | 27         |           | Northampton | Northampton | 17     |        |  |
|  |            |             |            |           | Northampton | Northampton | 17     |        |  |
|  |            |             | Leicester  | Leicester | 37          |             |        |        |  |
|  | 2          | Leicester   | Leicester  | Leicester | 37          | 33          |        |        |  |
|  | 2          | Leicester   |            |           |             |             |        |        |  |
|  | 3          | Harlequins  | 16         |           |             |             |        |        |  |

### Semifinali
| Arbitro: | Greg Garner (Coventry) |

|                                                |      |                    |
| Goneva 40’ N. Morris 61’ Croft 63’ M. Tait 71’ | mt   | 76’ Chisholm       |
| Flood 40’, 61’                                 | tr   | 76’ N. Evans       |
| Flood 3’, 34’, 58’                             | c.p. | 5’, 12’, 31’ Evans |

| Arbitro: | J.P. Doyle (Londra) |

|                     |      |                                     |
| D. Taylor 64’       | mt   | 20’ Mujati 22’ Elliott 58’ v. Velze |
| O. Farrell 64’      | tr   | 20’, 22’, 58’ Myler                 |
| O. Farrell 50’, 54’ | c.p. | 26’, 72’ Myler                      |

### Finale
| Arbitro: | Wayne Barnes (Gloucester) |

| |              | |
| N. Morris 7’ Kitchener 47’ M. Tuilagi 65’ Goneva 73’ | mt           | 14’ Myler 43’ Foden 56’ Dickson |
| Flood 7’ | tr           | 56’ Myler |
| Flood 4’ Ford 31’, 40+2’, 55’, 80’ | c.p.         | |
| · M. Tait · M. Morris · M. Tuilagi · Allen · 75’ Goneva · 31’ Flood · 76’ B. Youngs · 76’ Mulipola · 68’ T. Youngs · 68’ Cole · 56’ Kitchener · Parling · Croft · Salvi · 75’ Crane | Formazioni   | · Foden 68’ · K. Pisi · J. Wilson · Burrell · Elliott 41’ · Myler 68’ · Dickson 68’ · Tonga’uiha 56’ · Hartley 40’ · Mujati 58’ · Lawes · Day 60’ · Dowson 68’ · T. Wood · Manoa |
| · 31’ Ford · 56’ Slater · 68’ Castrogiovanni · 68’ Hawkins · 75’ Mafi · 75’ M. Smith · 76’ Balmain · 76’ Harrison                                                                   | Sostituzioni | · Hayward 41’ · A. Waller 56’ · Mercey 58’ · v. Velze 60’ · Lamb 68’ · Nutley 68’ · G. Pisi 68’ · Roberts 68’                                                                    |
| Richard Cockerill | Allenatori   | Jim Mallinder |

## Verdetti
- Leicester: Campione d'Inghilterra.
- Leicester, Saracens, Harlequins, Northampton, Gloucester, Exeter: qualificate alla Heineken Cup 2013-14.
- Bath, London Wasps, London Irish, Sale Sharks, Worcester: qualificate alla Challenge Cup 2013-14.
- London Welsh: retrocesso in RFU Championship 2013-14.